# القرض الفلاحي للمغرب
مجموعة القرض الفلاحي للمغرب، هي مجموعة بنكية مغربية ذات رأسمال عمومي تأسست سنة 1961 تحت اسم الصندوق الوطني للقرض الفلاحي، بغرض تمويل الأنشطة الاقتصادية الفلاحية والمساهمة في التنمية الاقتصادية والاجتماعية للعالم القروي، قبل أن تتطور في التسعينات إلى بنك شامل يقدم الخدمات المصرفية للأفراد ويمول كافة الأنشطة الاقتصادية كالصناعات الغذائية، الصناعات الحرفية، القروض العقارية والأسواق المالية. أما الصيغة التسييرية للبنك فهي شركة مجهولة الاسم ذات مجلس إدارة جماعية، رأسمالها عمومي موزع بين الدولة المغربية ومقاولات عمومية أخرى كالتعاضدية الفلاحية المغربية للتأمينات MAMDA والتعاضدية المركزية المغربية للتأمينات MCMA وصندوق الإيداع والتدبير CDG.
يتوفر القرض الفلاحي للمغرب على 543 وكالة تجارية، و60 وكالة متنقلة مخصصة لمواكبة الأنشطة اليومية في أسواق المناطق القروية.

## تاريخ
- تأسيس البنك سنة 1961 تحت مسمى «الصندوق الوطني للقرض الفلاحي».
- تحول البنك سنة 1998 إلى بنك شامل يشتغل على مختلف الخدمات والمنتجات المصرفية.
- 11 نونبر 2003, صدور القانون رقم 15.99 القاضي بإصلاح الصندوق الوطني للقرض الفلاحي وتحويله إلى شركة مجهولة الاسم ذات مجلس إدارة جماعية تحمل اسم القرض الفلاحي للمغرب.[3]
- سنة 2005، تم إدماج البنك المغربي لإفريقيا والشرق من طرف القرض الفلاحي للمغرب.
- سنة 2008، مساهمة البنك في مخطط المغرب الأخضر بالتزام مالي يصل إلى 20 مليار درهم مغربي.
- سنة 2008، إنشاء مجموعة من الفروع المتخصصة، برسملة مشتركة مع الدولة المغربية، في مجالات قروض الاستهلاك، خدمات التمويل المالية والاستثمارات الفلاحية.
- سنة 2023، أطلقت القرض الفلاحي خدمة أبل باي ضمن خدماتها

## معطيات رقمية
فيما يلي جرد لمعطيات المؤسسة المالية لسنة 2011
- ناتج بنكي صاف: 2.46 مليار درهم مغربي
- ناتج استغلال خام: 1.2 مليار درهم مغربي
- صافي الأرباح: 412 مليون درهم مغربي
- رأسمال ذاتي: 4.9 مليار درهم مغربي

## توزيع رأس المال
يتوزع رأس مال القرض الفلاحي للمغرب على الشكل التالي:
- الدولة المغربية: 75.17%
- التعاضدية الفلاحية المغربية للتأمينات: 7.41%
- التعاضدية المركزية المغربية للتأمينات: 7.41%
- صندوق الإيداع والتدبير: 10%

بموجب قانون صدر سنة 2008، لا يمكن أن تنزل نسبة مساهمة الدولة المغربية عن 51%، وتسقف نسب المساهمين الآخرين، في 15% (للأشخاص المعنويين) و 5% (للأشخاص الذاتيين).

## فروع المجموعة
- تمويل الفلاح: شركة مؤسسة بشراكة مع الدولة المغربية متخصصة في تمويل الأنشطة الفلاحية لفائدة مزارعين غير مستوفين لشروط التمويل المصرفي.
- القرض الفلاحي للتسيير: متخصصة في التسيير الجماعي وابتكار المحفظات المالية.
- هولداكرو (Holdagro): متخصصة في الاستثمارات السهمية، الهندسة المالية، الاستثمار المؤسسي في المجالات المرتبطة بالفلاحة والصناعات الغذائية.
- السلف الأخضر: متخصصة في قروض الاستهلاك، تأسست سنة 2008.

## مؤسسات تابعة
- مؤسسة أرضي: متخصصة في القروض الصغرى.
- مؤسسة القرض الفلاحي للتنمية المستدامة.

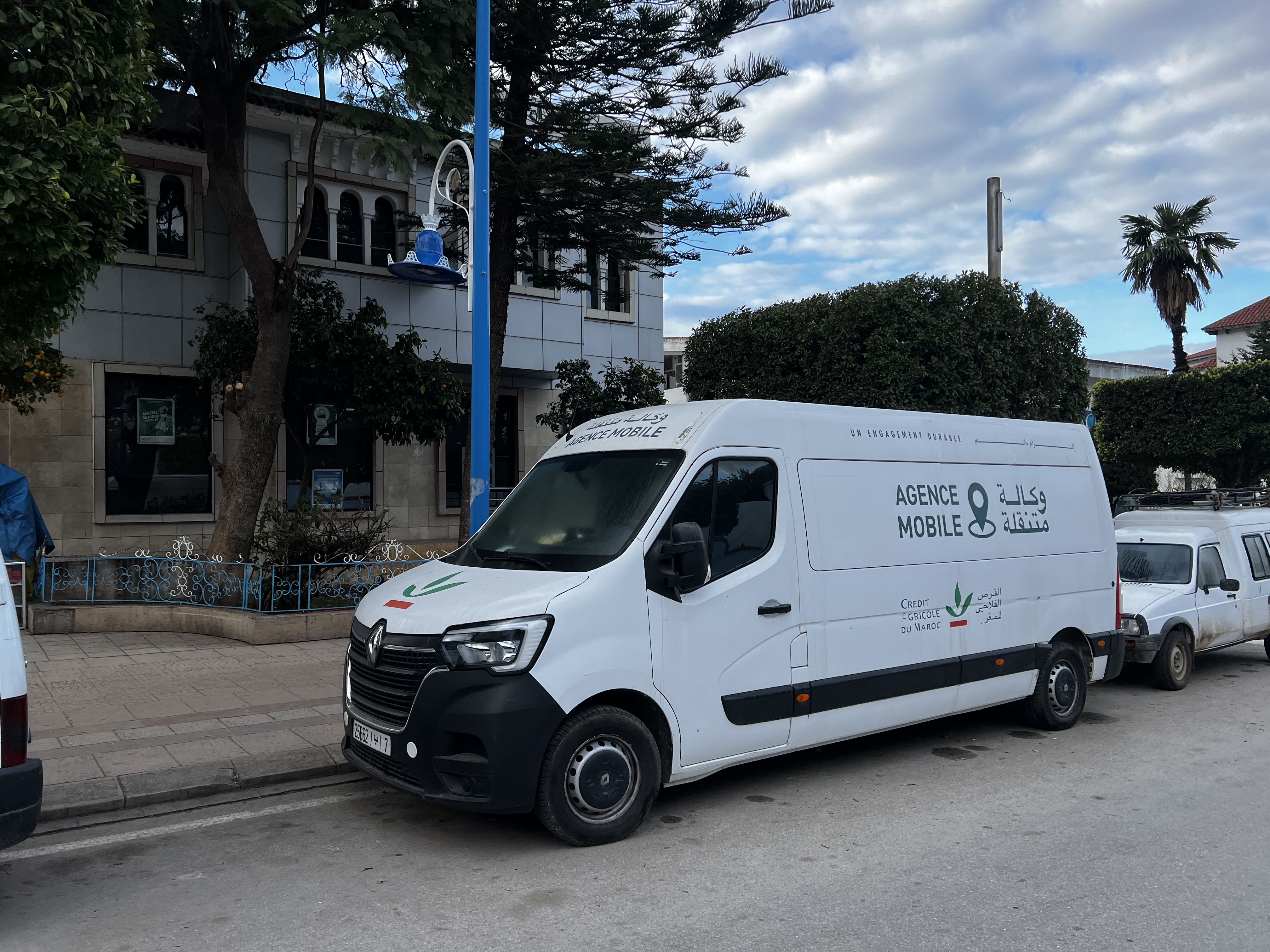
وكالة متنقلة للقرض الفلاحي

## وصلات خارجية
- الموقع الرسمي لمجموعة القرض الفلاحي للمغرب .
- موقع الدعم التسويقي والتقني للمشتغلين في القطاع الفلاحي.
- مخطط المغرب الأخضر.
- مؤسسة أرضي للقروض الصغرى .